# Chilocarpus hirtus
Chilocarpus hirtus är en oleanderväxtart som beskrevs av D.J.Middleton. Chilocarpus hirtus ingår i släktet Chilocarpus och familjen oleanderväxter. Inga underarter finns listade i Catalogue of Life.